# Castroverde de Campos
Castroverde de Campos – gmina w Hiszpanii, w prowincji Zamora, w Kastylii i León, o powierzchni 64,4 km². W 2011 roku gmina liczyła 376 mieszkańców.